# Raherka a Meresanch
Raherka a Meresanch byl staroegyptský pár 4. nebo 5. dynastie. Také se takto označuje jejich známá socha.

## Život páru
Raherka měl vysoké administrativní povinnosti. Byl „inspektor písařů šakala“. Meresanch nosila titul „králova známá“, což znamená, že měla přístup do královského paláce.

## Socha
Pár je znám pro svou krásnou sochu nyní v Louvre (E 15592). Socha je vytesána z vápence a je 52,8 cm vysoká. Socha dvojice je malovaná ve více barvách. Manžel je vykreslen v tradiční červené barvě pleti používané pro muže, zatímco jeho manželka Meresanch je malována se žlutou pletí. Paruky a oční linky jsou natřeny černě.
Německý egyptolog Hermann Junker datoval sochu páru až do konce Staré říše a bylo navrženo, že socha pochází z 5. dynastie. Jiní navrhli, že pozice ženy a jména poukazují na 4. dynastii.
Sochu nalezl Montague Ballard v roce 1902 a pravděpodobně pochází z hrobky D 37, která se nachází v Gíze.